# چارلی مورنینگ‌استار
پرنسس شارلوت «چارلی» مورنینگ‌استار (به انگلیسی: Princess Charlotte "Charlie" Morningstar) شخصیت داستانی خلق‌گردیده توسط ویوین «ویزی‌پاپ» مدرانو می‌باشد که در انیمیشن سریالی بزرگسالان موزیکال هزبین هتل نقش پروتاگونیست و پرنسس دوزخ را برعهده دارد. صداپیشگی وی در اصل توسط اریکا هنینگسن انجام می‌شد. چارلی هتل هزبین را اداره می‌نماید جایی که هدف او نجات ارواح کسانی است که در جهنم به سر می‌برند و به آنها کمک کند تا جایگاهی در بهشت به دست آورند. او دختر لیلیث و لوسیفر مورنینگ‌استار است و همچنین با وگی رابطهٔ عاشقانه دارد.  از این شخصیت نقدهای مثبتی از سوی منتقدان دریافت شده می‌باشد.